# 美国 (艺术品)

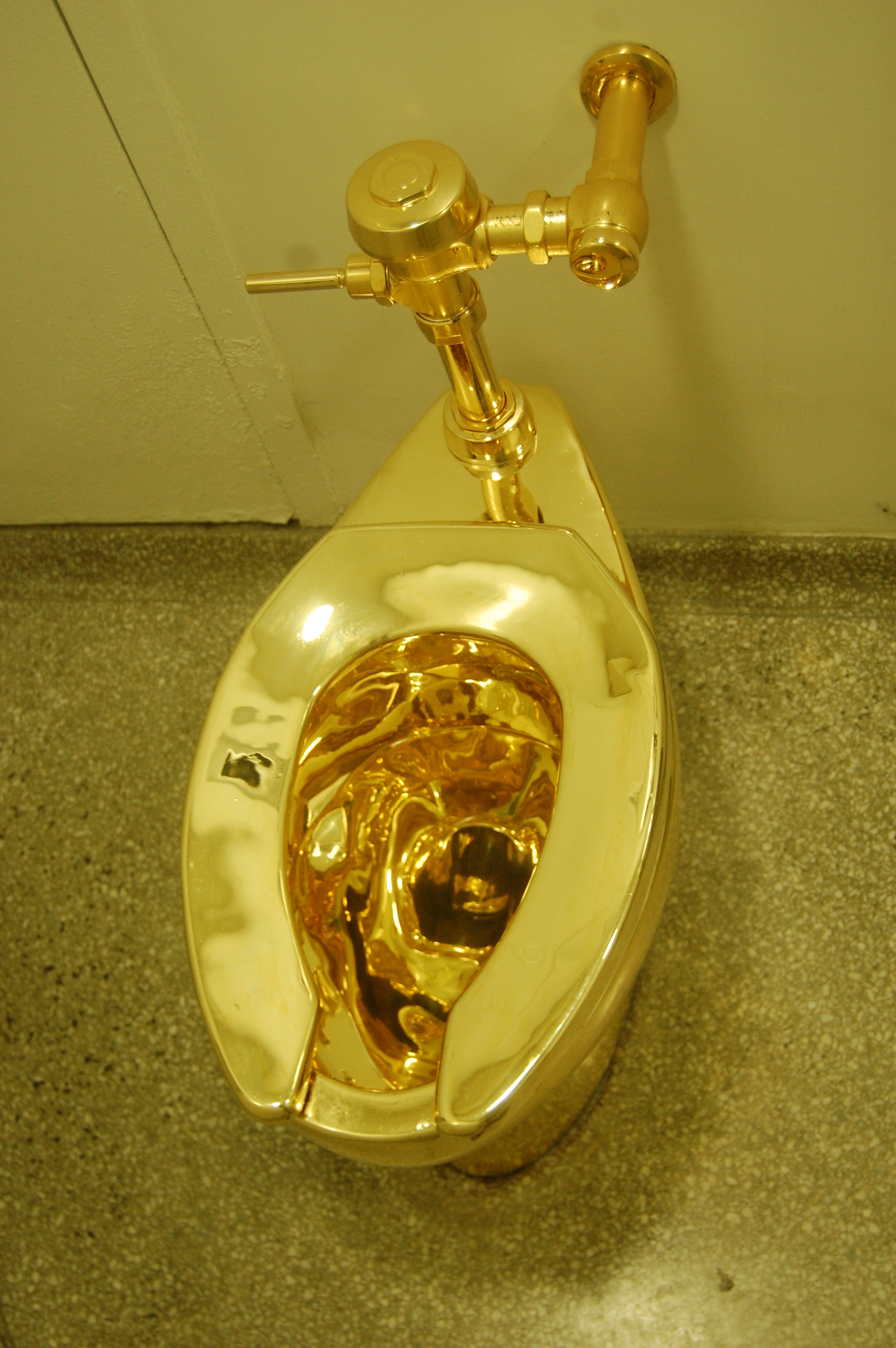
《美國》（2016年）

《美國》（英語：America）是意大利藝術家毛里齐奥·卡特兰的雕塑作品。它是一個諷刺性的參與藝術，為一個由18K金製作的馬桶，原先展出於紐約所羅門·R·古根漢美術館，2019年在英國布倫海姆宮展出時遭竊，至今尚未尋獲。

## 簡介
《美國》是在義大利佛羅倫薩的一家鑄造廠製造，根據作者的說法，它由103公斤（227磅）的黃金製成，若依據2019年9月的黃金價格換算，其價值超過四百萬美元。2016年起，《美國》於紐約古根漢美術館展出，這件雕塑可做為真正的馬桶使用，在展覽期間，它被安裝在館內的一間廁所中，供遊客使用，人們被允許預約3分鐘的如廁時間；根據館方的資料，有超過100,000人曾排隊等候使用，並由駐守在廁所外面的保安人員看守。
古根漢美術館將雕塑的含義與美國總統唐納德·川普的事業聯繫在一起，館方於2016年9月寫道 ：「這個『寶座』的美感讓人回想起川普的房地產企業和私人住宅的鍍金餘量」。但卡特兰拒绝为这件作于川普上任前的作品赋予含义。
2017年9月，當古根漢美術館拒絕白宮要求將其館藏—1888年梵高的畫作《雪景與雪》出借給川普總統的私人房間時，策展人南希·斯佩克特（Nancy Spector）提議借出《美國》做為替代。但沒有報導有關白宮方面的任何答复。

## 失竊
2019年9月14日，《美國》於外借至英國布倫海姆宮時失竊，至今尚未尋獲，因為馬桶連接著管線系統，所以偷竊造成了大規模的破壞；曾有數人先後被逮捕，但最後均無罪釋放。此案件曾被認為是作者卡特蘭自己精心策畫的的惡作劇，但他本人予以否認。

## 其他金马桶
2001年，香港金至尊珠寶店创始人林世榮斥资3800萬港币打造金廁所。林世榮自称灵感源于列宁《论黄金在目前和在社会主义完全胜利后的作用》中的“人类实现了共产主义后，黄金就失去了意义，只能用来修建一些公共厕所”。
2019年，一尊金马桶在上海进博会上展示。
卡特蘭自称制作了三个金马桶。